# Watchara Krearum
Watchara Krearum (tiếng Thái: วัชระ เกรียรัมย์, sinh ngày 11 tháng 5 năm 1986) còn được biết với tên đơn giản Tum or Sieng (Thai: ตั้ม / เซียง). Anh là một cầu thủ bóng đá từ Buriram, Thái Lan. Hiện tại anh thi đấu cho Udon Thani ở Thai League 2.

## Câu lạc bộ
Senior
| Năm       | Câu lạc bộ          | Giải đấu                                 |
| --------- | ------------------- | ---------------------------------------- |
| 2009-2010 | Buriram F.C.        | Regional League Division 2               |
| 2011      | Phattalung F.C.     | Regional League Division 2               |
| 2012      | Phattalung F.C.     | Giải bóng đá hạng nhất quốc gia Thái Lan |
| 2013      | Ang Thong F.C.      | Regional League Division 2               |
| 2013      | Phuket F.C.         | Giải bóng đá hạng nhất quốc gia Thái Lan |
| 2014      | Phuket F.C.         | Giải bóng đá hạng nhất quốc gia Thái Lan |
| 2014      | Paknampho NSRU F.C. | Regional League Division 2               |
| 2015      | Ubon UMT United     | Regional League Division 2               |

## Danh hiệu

### Ubon UMT United
- Regional League Division 2:
  - Vô địch: 2015
- Regional League North-East Division
  - Á quân: 2015

### Krabi F.C.
- Regional League Division 2
  - Hạng ba:2011
- Regional League South Division
  - Á quân: 2011

### Buriram F.C.
- Regional League Division 2
  - Vô địch:2010
- Regional League North-East Division
  - Á quân:2010